# Samenwerkende Hulporganisaties
Die Samenwerkende Hulporganisaties (SHO), auch bekannt unter Giro 555, ist ein Verband von elf Hilfsorganisationen in den Niederlanden. Zum ersten Mal fand ein solcher Zusammenschluss 1984 statt.

## Mitglieder
- CARE Nederland
- Cordaid
- ICCO und Kerk in Actie
- Het Nederlandse Rode Kruis
- Oxfam Novib
- Plan International Nederland
- Save the Children
- Stichting Vluchteling
- Terre des Hommes
- UNICEF
- World Vision

Ehemalige Mitglieder sind
- Artsen zonder Grenzen (bis 15. Februar 2006)
- Tear (bis Anfang 2012)

## Namensgebung
Vor Einführung des IBAN Systems der Banken war die Kontonummer 555. Nach einigen Diskussionen wurde daraufhin die IBAN NL08 INGB 0000 0005 55 genutzt. Außerdem schließen sich die nationalen Radiosender zeitweise zum Radiosender Radio 555 zusammen.

## Aktionen
Anders als andere Hilfsaktionen kommt Giro 555 immer nur dann zum Einsatz, wenn es sich um eine extrem große, plötzlich auftretende humanitäre Katastrophe handelt, man erwartet, dass die Niederländer bereit sind dafür zu spenden, und eine der bei Giro 555 teilnehmenden Organisationen auch helfen kann. Nach dem Tsunami 2004 kamen rund 200 Millionen Euro Spenden zusammen, 2005 beim Erdbeben in Pakistan rund 42 Millionen Euro.
Die letzte gestartete Aktion betraf das Erdbeben in der Türkei und Syrien 2023. Das Geld dient der akuten Hilfe sowie dem Wiederaufbau in der betroffenen Region. Dadurch, dass Giro 555 nur bei Bedarf in Aktion tritt, sind keine monatlichen Spenden möglich. Ausweichend kann man natürlich an die Mitgliedsorganisationen spenden. Auch gibt es ein selbstgesetztes Enddatum einer jeder Aktion.

## Richtlinien
Bei Giro 555 dürfen Mitgliedsorganisationen maximal 7 % der Spenden verwenden, um Verwaltungskosten zu decken.

## Kritik
Vereinzelt gibt es Kritik bezüglich der ausgewählten Hilfsorganisationen in der jeweiligen Krisenregion.